# 2000: la fine dell'uomo
2000: la fine dell'uomo (No Blade of Grass) è un film del 1970 diretto da Cornel Wilde.
Pellicola di fantascienza apocalittica tratta dal romanzo Morte dell'erba (The Death of Grass, 1956) dello scrittore britannico John Christopher (pseudonimo di Sam Youd).

## Trama
Nell'anno 2000 un virus delle piante distrugge il raccolto mettendo in crisi l'approvvigionamento alimentare di tutte le grosse città. Scoppiano rivolte che la polizia fatica a contenere. Nel panico generale, una famiglia londinese decide di scappare in campagna. Durante il viaggio verso una fattoria della Scozia, i protagonisti incontrano molti pericoli, da una parte bande di delinquenti in motocicletta interdicono la viabilità, dall'altra le autorità hanno vietato gli spostamenti e bloccano le strade.

## Critica
Il Mereghetti commenta: «Piccolo gioiello della fantascienza inglese, ispirato al romanzo La morte dell'erba di John Christopher, che teorizza «da destra» la supremazia dell'istinto animale nell'uomo: tesi che il film esemplifica con una chiarezza quasi imbarazzante, soprattutto durante il lungo viaggio. Filmato con bel piglio documentario».
Fantafilm scrive: «L'attore Cornel Wilde, qui in veste soltanto di regista (ma nel film presta la voce ad un invisibile radiocronista), sviluppa la drammatica vicenda con una certa dose di cinismo, senza enfatizzare la sua simpatia per i "buoni". In un mondo allo sbando, sembra pensare Wilde, ognuno ha diritto di salvarsi come può: la violenza come unico strumento di difesa diventa un comportamento inevitabile.»